# Die Lehrerin in Schule und Haus

Titelblatt der vom ADLV herausgegebenen Zeitschrift, Jahrgang 1899 / 1900

Die Lehrerin in Schule und Haus, 1884 begründet; ab 1910 Die Lehrerin, seit 1924 ADLV – Deutsche Lehrerinnenzeitung; bestand bis 1933.

## Geschichte
Die Gründerin der Zeitschrift war die Frauenrechtlerin Marie Loeper-Housselle. Bereits ein Jahr nach ihrer Gründung hatte die Zeitschrift 1100 Abonnenten. Als im Jahr 1890 der einflussreiche Allgemeine Deutsche Lehrerinnen-Verein gegründet wurde, fungierte seither Die Lehrerin in Schule und Haus als dessen Organ.

## Autoren
Zu den renommierten Beitragenden zählen:
- Helene Lange